# Interpolación polinómica de Hermite
En el análisis numérico, la interpolación de Hermite, nombrada así en honor a Charles Hermite, es un método de interpolación de puntos de datos como una función polinómica. El polinomio de Hermite generado está estrechamente relacionado con el polinomio de Newton, en tanto que ambos se derivan del cálculo de diferencias divididas.
Consiste en buscar un polinomio por pedazos {\displaystyle H_{n}(x)} que sea cúbico en cada subintervalo {\displaystyle [x_{(i-1)},x_{i}],1\leq i\leq n} y que cumpla {\displaystyle f'(x)} en los puntos {\displaystyle \{x_{0},...,x_{n}\}}, donde {\displaystyle f(x)} es la función que se quiere interpolar. 
La función {\displaystyle H_{n}(x)} queda determinada en forma única por estas condiciones y su cálculo requiere de la solución de {\displaystyle n} sistemas lineales de ecuaciones de tamaño {\displaystyle 4\times 4} cada uno.
La desventaja de la interpolación de Hermite es que requiere de la disponibilidad de los {\displaystyle \{f'(x_{i}),0\leq i\leq n\}} lo cual no es el caso en muchas aplicaciones.

## Uso

### Ejemplo
Considerada la función {\displaystyle f(x)=x^{8}+1}, evaluando la función y sus primeras dos derivadas en {\displaystyle x\in \{-1,0,1\}}, se obtienen los siguientes datos:
| x  | ƒ(x) | ƒ'(x) | ƒ''(x) |
| −1 | 2    | −8    | 56     |
| 0  | 1    | 0     | 0      |
| 1  | 2    | 8     | 56     |
Puesto que tenemos dos derivadas para trabajar, construiremos el conjunto {\displaystyle \{z_{i}\}=\{-1,-1,-1,0,0,0,1,1,1\}}. Nuestra tabla de diferencias divididas es entonces:
{\displaystyle {\begin{matrix}z_{0}=-1&f[z_{0}]=2&&&&&&&&\\&&{\frac {f'(z_{0})}{1}}=-8&&&&&&&\\z_{1}=-1&f[z_{1}]=2&&{\frac {f''(z_{1})}{2}}=28&&&&&&\\&&{\frac {f'(z_{1})}{1}}=-8&&f[z_{3},z_{2},z_{1},z_{0}]=-21&&&&&\\z_{2}=-1&f[z_{2}]=2&&f[z_{3},z_{2},z_{1}]=7&&15&&&&\\&&f[z_{3},z_{2}]=-1&&f[z_{4},z_{3},z_{2},z_{1}]=-6&&-10&&&\\z_{3}=0&f[z_{3}]=1&&f[z_{4},z_{3},z_{2}]=1&&5&&4&&\\&&{\frac {f'(z_{3})}{1}}=0&&f[z_{5},z_{4},z_{3},z_{2}]=-1&&-2&&-1&\\z_{4}=0&f[z_{4}]=1&&{\frac {f''(z_{4})}{2}}=0&&1&&2&&1\\&&{\frac {f'(z_{4})}{1}}=0&&f[z_{6},z_{5},z_{4},z_{3}]=1&&2&&1&\\z_{5}=0&f[z_{5}]=1&&f[z_{6},z_{5},z_{4}]=1&&5&&4&&\\&&f[z_{6},z_{5}]=1&&f[z_{7},z_{6},z_{5},z_{4}]=6&&10&&&\\z_{6}=1&f[z_{6}]=2&&f[z_{7},z_{6},z_{5}]=7&&15&&&&\\&&{\frac {f'(z_{7})}{1}}=8&&f[z_{8},z_{7},z_{6},z_{5}]=21&&&&&\\z_{7}=1&f[z_{7}]=2&&{\frac {f''(z_{7})}{2}}=28&&&&&&\\&&{\frac {f'(z_{8})}{1}}=8&&&&&&&\\z_{8}=1&f[z_{8}]=2&&&&&&&&\\\end{matrix}}}
y el polinomio generado es
{\displaystyle {\begin{aligned}P(x)&=2-8(x+1)+28(x+1)^{2}-21(x+1)^{3}+15x(x+1)^{3}-10x^{2}(x+1)^{3}\\&\quad {}+4x^{3}(x+1)^{3}-1x^{3}(x+1)^{3}(x-1)+x^{3}(x+1)^{3}(x-1)^{2}\\&=2-8+28-21-8x+56x-63x+15x+28x^{2}-63x^{2}+45x^{2}-10x^{2}-21x^{3}\\&\quad {}+45x^{3}-30x^{3}+4x^{3}+x^{3}+x^{3}+15x^{4}-30x^{4}+12x^{4}+2x^{4}+x^{4}\\&\quad {}-10x^{5}+12x^{5}-2x^{5}+4x^{5}-2x^{5}-2x^{5}-x^{6}+x^{6}-x^{7}+x^{7}+x^{8}\\&=x^{8}+1.\end{aligned}}}
mediante la adopción de los coeficientes de la diagonal de la tabla de diferencia dividida, y multiplicando el k-ésimo coeficiente por {\displaystyle \prod _{i=0}^{k-1}(x-z_{i})}, como lo haríamos al generar un polinomio de Newton.